# منتخب كولومبيا لكرة الصالات
منتخب كولومبيا الوطني لكرة قدم الصالات (بالإسبانية: Selección de fútbol sala de Colombia)‏ هو ممثل كولومبيا الرسمي في المنافسات الدولية في كرة الصالات .